# Gle Alue Kardinah
Gle Alue Kardinah är en kulle i Indonesien.   Den ligger i provinsen Aceh, i den västra delen av landet, 1 800 km nordväst om huvudstaden Jakarta. Toppen på Gle Alue Kardinah är 64 meter över havet.
Terrängen runt Gle Alue Kardinah är platt söderut, men åt nordost är den kuperad. Havet är nära Gle Alue Kardinah åt sydväst.Runt Gle Alue Kardinah är det glesbefolkat, med 18 invånare per kvadratkilometer. Omgivningarna runt Gle Alue Kardinah är en mosaik av jordbruksmark och naturlig växtlighet.